# Mézery-près-Donneloye
Mézery-près-Donneloye est une localité et une ancienne commune suisse du canton de Vaud, située dans le district du Jura-Nord vaudois.

## Histoire
Mézery-près-Donneloye fut mentionné en 1186 sous le nom de Macerys. Du XIVe au XVIIe siècle, le village formait une petite seigneurie qui appartint, au gré des mariages et des successions, aux Fernex, Châtonay, Rolaz, Varney et Loys. Ces derniers la cédèrent en 1711 à Berne, qui l'intégra à la seigneurie de Donneloye. Sous l'Ancien Régime, Mézery-près-Donneloye faisait partie du bailliage d'Yverdon (1536-1798), puis fut incorporé au district homonyme (1798-2007).
Au spirituel, le village a toujours relevé de la paroisse de Donneloye. Jusqu'en 1989, chaque ménage avait sa propre source ; un réseau de distribution des eaux a dès lors été mis en place. La localité vit essentiellement d'activités agricoles et se voue principalement à la céréaliculture (cinq exploitations en 2000).
Au XVIIIe siècle encore, les loups n'étaient pas rares dans la région.
Le 11 mars 2007, les citoyens ont décidé de fusionner leur commune avec celles  de Donneloye et Gossens sous le nom de Donneloye avec effet au 1er janvier 2008. La population au 1er janvier 2007 était de 72 habitants.

## Géographie
Mézery-près-Donneloye se trouve sur un plateau bordé de collines, sur la rive droite de la Mentue, à l'écart de la route Moudon-Yverdon.

## Démographie
Mézery-près-Donneloye compte 87 habitants en 1764, 63 en 1803, 97 en 1850, 111 en 1900, 53 en 1950, 36 en 1970 et 69 en 2000.